# Solenophora wilsonii
Solenophora wilsonii là một loài thực vật có hoa trong họ Tai voi. Loài này được Standl. miêu tả khoa học đầu tiên năm 1937.